# Robert Lincoln O’Brien

Robert Lincoln O’Brien, 1937

Robert Lincoln O’Brien (* 14. September 1865 in Abington, Massachusetts; † 23. November 1955) war ein US-amerikanischer Journalist.
O’Brien studierte am Dartmouth College und an der Harvard University. Nach seinem Abschluss 1891 begann er für den Boston Evening Transcript zu arbeiten. 1892 wurde O’Brien persönlicher Stenograph und Sekretär des Präsidentschaftskandidaten Grover Cleveland und behielt diese Stellung auch, als Cleveland 22. Präsident der Vereinigten Staaten wurde. 1895 wurde O’Brien Washingtoner Korrespondent des Transcript, 1905 dessen Herausgeber und 1910 Herausgeber des Boston Herald und Präsident der Boston Publishing Company. 1928 trat er zurück.
1931 wurde O’Brien von Präsident Herbert Hoover zum Vorsitzenden der U.S. Tariff Commission (heute United States International Trade Commission) berufen. Auch dessen Nachfolger Franklin D. Roosevelt berief O’Brien auf dieselbe Position. 1937 ging O’Brien in den Ruhestand.
O’Brien hatte Funktionen in der National Society for the Promotion of Fine Arts, der Massachusetts State Library, der Massachusetts Historical Society und der American Antiquarian Society inne. Er hielt Ehrendoktorate des Dartmouth College (1922), Brown University (1924), Colby College (1926) und der Boston University (1927). 1932 wurde er zum Mitglied der American Academy of Arts and Sciences gewählt.
Robert Lincoln O’Brien war seit 1895 mit Emily Ayers Young verheiratet, die 1945 starb. In zweiter Ehe war er mit Helen Victoria Brown verheiratet.